# 四川總督

四川总督辖地（1911年）

四川總督（穆麟德轉寫：sycuwan -i uheri kadalara amban），正式官銜為總督四川等處地方提督軍務、糧饟兼巡撫事，是清朝九位最高級的封疆大臣之一，總管四川省的軍民政務。清朝最早掌管四川的封疆大臣为顺治二年（1645年）设置的湖广四川总督，而实际单独掌管四川一省的总督最早设置于康熙帝即位后的顺治十八年（1661年）。此后近百年间，多次受战事等影响，四川总督一职与湖广、陕西等地总督分分合合，最终定型于乾隆二十五年（1760年），驻地为成都府，直至清末。

## 沿革

### 建置之始
明清交替之际，四川地区为张献忠的大西政权控制。清廷击败李自成的大顺政权后，开始进攻大西政权。顺治二年（1645年），为配合军事准备，十一月，任命罗绣锦为兵部右侍郎，总督湖广、四川，此即四川总督建置之始。顺治四年（1647年），增设单独的四川总督，但因四川战事未止，并未实际任命。顺治十年（1653年），“以川省兵马钱粮皆从陕西调发，诏陕西总督孟乔芳兼督四川”，即四川总督改由原陕西总督兼任，称为川陕三边总督。
顺治十八年（1661年），康熙帝即位后，对督抚制度进行调整，改为“直隶各设总督一员，驻扎省城”。时任川陕总督李国英改四川总督，驻重庆，至此，四川总督才算是名副其实。

### 频繁调整
康雍乾三朝，四川总督的建置调整频繁，先后多次与湖广、山陕、陕甘等总督分合。
康熙七年十月庚寅（1668年11月28日），裁撤湖广总督，由四川总督兼任，改为四川湖广（川湖）总督，移驻荆州。康熙十二年（1674年）冬，三藩之乱爆发，至次年六月，吴三桂叛军已经攻克四川周边的云南、贵州、湖南三省。而四川形势也十分危急，“提督郑蛟麟，总兵谭弘、吴之茂反四川”。清廷于康熙十三年二月癸卯（1674年3月15日）重新增设四川总督，以原两广总督周有德为四川总督，以便集中当地军事力量，对抗吴三桂叛军。
康熙十八年（1679年），清军克复湖广，开始攻入四川云贵境内，然而川陕两省总督却在粮草转运问题上多次推诿，贻误军机劳民伤财。兵部尚书宋德宜建议“陕西四川不必各设总督，宜以一人统理两省”，康熙帝采用其建议，于康熙十九年十一月辛酉（1680年12月26日），传谕裁撤四川总督，改陕西总督为川陕总督。
康熙五十六年（1717年），准噶尔汗国首领策妄阿拉布坦派将领大策零敦多布突袭和硕特汗国，攻入拉萨并杀死末任和硕特汗拉藏汗。西宁将军额伦特、四川提督康泰等先后带兵进剿，但均告败绩，康熙帝又派十四阿哥允禵和四川巡抚年羹尧率军进藏。康熙帝对年羹尧颇为赏识，次年（1718年）以“巡抚无督兵责”为由，“特授（年羹尧）四川总督，兼管巡抚事”，同时改川陕总督鄂海为陕西总督。康熙六十年（1721年），又以年羹尧兼理四川陕西总督事，鄂海专办军粮事务，将四川陕西总督复合为一。
雍正帝即位初年，西北局势不稳，青海台吉罗卜藏丹津起兵反清，被年羹尧、岳锺琪等率军镇压后，逃往准噶尔汗国。雍正七年（1729年），清廷要求遣返罗卜藏丹津未果后，再度出兵征讨准噶尔。雍正九年（1731年），因西陲战事需要，改川陕总督为陕甘总督，另单设四川总督。雍正十三年（1735年），因准噶尔战事结束，复设川陕总督，裁撤四川总督。
乾隆十三年（1748年），大金川之戰期间，川陕总督再次分设为四川、陕甘总督。
乾隆二十四年（1759年），清军平定阿睦尔撒纳，准噶尔汗国就此灭国，清朝将新疆正式纳入版图之内。陕甘总督杨应琚以“西陲平定，幅员广大，陕西甘肃非一总督所能兼理”为由，奏请陕西、四川总督合并为川陕总督，另设单独的甘肃总督。

### 形成定
乾隆二十五年（1760年），乾隆帝认为“新开各处，俱有大臣驻扎，无须更设道员”，令照旧统辖，将甘肃、川陕总督复设为陕甘、四川总督。至此，四川总督成为定制，至清末再无重大调整。
宣统三年（1911年），川滇边务大臣赵尔丰接替其兄长趙爾巽，署理四川总督，到任不久镇压保路运动，激起民变，清政府将其免职。川粤汉铁路督办大臣端方接替赵尔丰署理四川总督，并率湖北新军入川，但半路新军哗变，端方被杀。与此同时，四川军民宣告独立，赵尔丰移交政权予新政府。

## 历任总督
以下各列表包括单设的四川总督和辖区包括四川的总督，其中：
- 序次为数字表示实授，即正式任命职务
- 序次为*表示署理、监护等，即临时代理职务

### 湖广四川总督
| 序次 | 姓名   | 籍贯/旗籍  | 上任时间                          | 卸任时间                       | 卸任原因 | 备注                                                                           | 来源         |
| 1    | 罗绣锦 | 汉军镶蓝旗 | 顺治二年十一月壬子 1645年12月21日 | 顺治九年七月己丑 1652年8月23日 | 去世     | 顺治四年十一月戊午（1647年12月17日）增设四川总督，但未任命，实际仍由湖广总督兼 | [ 5 ] [ 20 ] |
| 2    | 祖泽远 | 汉军镶黄旗 | 顺治九年七月戊戌 1652年9月1日     | 顺治十年六月乙巳 1653年7月5日  | 停兼四川 |                                                                                | [ 5 ] [ 20 ] |

### 川陕三边总督
| 序次 | 姓名   | 籍贯/旗籍  | 上任时间                         | 卸任时间                         | 卸任原因       | 备注                   | 来源         |
| 1    | 孟乔芳 | 直隶永平府 | 顺治十年六月乙巳 1653年7月5日    | 顺治十年十二月癸未 1654年2月8日  | 病辞，不久去世 | 上任时间为兼督四川时间 | [ 5 ] [ 20 ] |
| 2    | 金礪   | 汉军镶红旗 | 顺治十一年正月甲寅 1654年3月11日 | 顺治十三年二月己巳 1656年3月15日 | 休官           |                        | [ 5 ] [ 20 ] |
| 3    | 马之先 | 汉军镶蓝旗 | 顺治十三年三月癸巳 1656年4月8日  | 顺治十四年八月丁丑 1657年9月14日 | 去世           |                        | [ 5 ] [ 20 ] |
| 4    | 李国英 | 汉军正红旗 | 顺治十四年九月辛丑 1657年10月8日 | 顺治十八年月丁亥 1661年11月2日   | 改四川总督     |                        | [ 5 ] [ 20 ] |

注：顺治十三年（1656年）后改称川陕总督

### 四川总督（首次设置）
| 序次 | 姓名   | 籍贯/旗籍  | 上任时间                          | 卸任时间                          | 卸任原因 | 备注 | 来源         |
| 1    | 李国英 | 汉军正红旗 | 顺治十八年月丁亥 1661年11月2日    | 康熙五年十一月己卯 1666年11月28日 | 去世     |      | [ 5 ] [ 20 ] |
| 2    | 苗澄   | 直隶任县   | 康熙五年十一月己卯 1666年11月28日 | 康熙六年十一月甲子 1668年1月7日   | 免职     |      | [ 5 ] [ 20 ] |
| 3    | 劉兆麒 | 汉军镶白旗 | 康熙七年正月戊申 1668年2月20日    | 康熙七年十月庚寅 1668年11月28日   | 兼督湖广 |      | [ 5 ] [ 20 ] |

### 四川湖广（川湖）总督
| 序次 | 姓名   | 籍贯/旗籍  | 上任时间                        | 卸任时间                         | 卸任原因       | 备注                   | 来源         |
| 1    | 劉兆麒 | 汉军镶白旗 | 康熙七年十月庚寅 1668年11月28日 | 康熙八年三月丙辰 1669年4月23日   | 改浙江福建总督 | 上任时间为兼督湖广时间 | [ 5 ] [ 20 ] |
| 2    | 蔡毓榮 | 汉军正白旗 | 康熙九年四月己丑 1670年5月21日  | 康熙十三年二月癸卯 1674年3月15日 | 另设四川总督   |                        | [ 5 ] [ 20 ] |

### 四川总督、川陕总督（多次交替）
| 序次                               | 姓名   | 籍贯/旗籍  | 上任时间                            | 卸任时间                             | 卸任原因                   | 备注                                                                                         | 来源         |
| 四川总督（康熙十三年至十九年）     |        |            |                                     |                                      |                            |                                                                                              |              |
| 1                                  | 周有德 | 汉军镶红旗 | 康熙十三年二月丁未 1674年3月19日    | 康熙十八年二月辛巳 1679年3月27日     | 改云贵总督                 |                                                                                              | [ 5 ] [ 20 ] |
| 2                                  | 杨茂勋 | 汉军镶红旗 | 康熙十八年四月丙寅 1679年5月11日    | 康熙十九年十一月辛酉 1680年12月26日  | 裁四川总督                 |                                                                                              | [ 5 ] [ 20 ] |
| 川陕总督（康熙十九年至五十七年）   |        |            |                                     |                                      |                            |                                                                                              |              |
| 1                                  | 哈占   | 满洲正蓝旗 | 康熙十九年十一月辛酉 1680年12月26日 | 康熙二十二年八月戊申 1683年9月29日   | 迁兵部尚书                 | 上任时间为兼督四川时间                                                                       | [ 5 ] [ 20 ] |
| 2                                  | 禧佛   | 满洲镶白旗 | 康熙二十二年八月戊午 1683年10月9日  | 康熙二十五年九月乙未 1686年10月30日  | 迁刑部尚书                 |                                                                                              | [ 5 ] [ 20 ] |
| 3                                  | 圖納   | 满洲正蓝旗 | 康熙二十五年九月乙巳 1686年11月9日  | 康熙二十七年二月丁巳 1688年3月15日   | 迁刑部尚书                 |                                                                                              | [ 5 ] [ 20 ] |
| 4                                  | 葛思泰 | 满洲镶黄旗 | 康熙二十七年二月甲子 1688年3月22日  | 康熙三十一年十月庚辰 1692年11月12日  | 病免，不久去世             |                                                                                              | [ 5 ] [ 20 ] |
| 5                                  | 佛倫   | 满洲正白旗 | 康熙三十一年十月甲申 1692年11月16日 | 康熙三十三年三月乙卯 1694年4月11日   | 迁礼部尚书                 |                                                                                              | [ 5 ] [ 20 ] |
| 6                                  | 吴赫   | 满洲镶蓝旗 | 康熙三十三年十月丙申 1694年11月18日 | 康熙三十八年七月癸酉 1699年8月1日    | 罢免                       |                                                                                              | [ 5 ] [ 20 ] |
| *                                  | 席爾達 | 满洲镶红旗 | 康熙三十八年七月庚辰 1699年8月8日   | 康熙四十年十月壬申 1701年11月18日    | 停署，回任吏部尚书         | 兵部尚书，署理                                                                               | [ 5 ] [ 20 ] |
| 7                                  | 华显   | 满洲正黄旗 | 康熙四十年十月壬申 1701年11月18日   | 康熙四十三年二月辛巳 1704年3月16日   | 去世                       |                                                                                              | [ 5 ] [ 20 ] |
| *                                  | 博霁   | 满洲镶白旗 | 康熙四十三年正月辛酉 1704年2月25日  | 康熙四十七年九月乙亥 1708年10月5日   | 去世                       | 西安将军，兼管                                                                               | [ 5 ] [ 20 ] |
| 8                                  | 齊世武 | 满洲正白旗 | 康熙四十七年四月己酉 1708年5月22日  | 康熙四十八年七月庚寅 1709年8月26日   | 迁刑部尚书                 |                                                                                              | [ 5 ] [ 20 ] |
| 9                                  | 殷泰   | 满洲镶红旗 | 康熙四十八年七月庚寅 1709年8月26日  | 康熙五十二年四月甲寅 1713年5月1日    | 病免                       |                                                                                              | [ 5 ] [ 20 ] |
| 10                                 | 鄂海   | 满洲镶白旗 | 康熙五十二年四月甲寅 1713年5月1日   | 康熙五十七年十月丁卯 1718年12月14日  | 停兼四川，改陕西总督       |                                                                                              | [ 5 ] [ 20 ] |
| 四川总督（康熙五十七年至六十年）   |        |            |                                     |                                      |                            |                                                                                              |              |
| 1                                  | 年羹尧 | 汉军镶黄旗 | 康熙五十七年十月甲子 1718年12月11日 | 康熙六十年五月乙酉 1721年6月19日     | 改川陕总督                 |                                                                                              | [ 5 ] [ 20 ] |
| 川陕总督（康熙六十年至雍正九年）   |        |            |                                     |                                      |                            |                                                                                              |              |
| 1                                  | 年羹尧 | 汉军镶黄旗 | 康熙六十年五月乙酉 1721年6月19日    | 雍正三年四月己卯 1725年5月23日       | 改杭州将军                 |                                                                                              | [ 5 ] [ 20 ] |
| *                                  | 岳钟琪 | 四川成都府 | 雍正三年四月己卯 1725年5月23日      | 雍正三年七月壬子 1725年8月24日       | 授川陕总督                 | 甘肃提督，署理                                                                               | [ 5 ] [ 20 ] |
| 2                                  | 岳钟琪 | 四川成都府 | 雍正三年七月壬子 1725年8月24日      | 雍正七年三月丙辰 1729年4月9日        | 授宁远大将军，率军征准噶尔 | 雍正三年（1725年）进京，由陕西巡抚圖麗琛短暂署理，雍正四年（1726年）起兼署陕西巡抚           | [ 5 ] [ 20 ] |
| *                                  | 查郎阿 | 满洲镶白旗 | 雍正七年四月甲午 1729年5月17日      | 雍正九年二月壬戌 1731年4月5日        | 停兼四川，改陕西总督       | 吏部尚书，署理                                                                               | [ 5 ] [ 20 ] |
| 四川总督（雍正九年至十三年）       |        |            |                                     |                                      |                            |                                                                                              |              |
| 1                                  | 黃廷桂 | 汉军镶红旗 | 雍正九年二月壬戌 1731年4月5日       | 雍正十三年十二月丁卯 1736年1月14日   | 裁四川总督                 | 兼四川提督，裁撤后仍领                                                                       | [ 5 ] [ 20 ] |
| 川陕总督（雍正十三年至乾隆十三年） |        |            |                                     |                                      |                            |                                                                                              |              |
| 1                                  | 查郎阿 | 满洲镶白旗 | 雍正十三年十二月丁卯 1736年1月14日  | 乾隆三年七月丁卯 1738年8月31日       | 召回京城                   | 长期领兵，吏部尚书劉於義多次署理                                                             | [ 5 ] [ 21 ] |
| 2                                  | 鄂彌達 | 满洲正白旗 | 乾隆三年七月丁卯 1738年8月31日      | 乾隆五年三月庚戌 1740年4月5日        | 召回京城                   |                                                                                              | [ 5 ] [ 21 ] |
| 3                                  | 尹繼善 | 满洲镶黄旗 | 乾隆五年三月庚戌 1740年4月5日       | 乾隆七年九月丙子 1742年10月18日      | 丁忧免职                   |                                                                                              | [ 5 ] [ 21 ] |
| *                                  | 馬爾泰 | 满洲镶黄旗 | 乾隆七年九月丙子 1742年10月18日     | 乾隆八年五月戊申 1743年7月17日       | 改兩廣總督                 | 兵部右侍郎，署理                                                                             | [ 5 ] [ 21 ] |
| 4                                  | 慶復   | 满洲镶黄旗 | 乾隆八年五月戊申 1743年7月17日      | 乾隆十二年三月辛丑 1747年4月20日     | 召回京城                   |                                                                                              | [ 5 ] [ 21 ] |
| 5                                  | 张广泗 | 汉军镶红旗 | 乾隆十二年三月辛丑 1747年4月20日    | 乾隆十三年十月壬午 1748年11月21日    | 革职                       | 出征金川，实际由甘肅巡撫黃廷桂署理；乾隆十三年九月辛酉（1748年10月31日）召回京城，由傅恒暂管 | [ 5 ] [ 21 ] |
| 6                                  | 策楞   | 满洲正蓝旗 | 乾隆十三年十一月癸酉 1749年1月11日  | 乾隆十三年十一月庚辰 1749年1月18日   | 改四川总督                 |                                                                                              | [ 5 ] [ 21 ] |
| 四川总督（乾隆十三年至二十四年）   |        |            |                                     |                                      |                            |                                                                                              |              |
| 1                                  | 策楞   | 满洲正蓝旗 | 乾隆十三年十一月庚辰 1749年1月18日  | 乾隆十八年正月戊寅 1753年2月24日     | 丁忧免职                   |                                                                                              | [ 5 ] [ 21 ] |
| *                                  | 黃廷桂 | 汉军镶红旗 | 乾隆十八年正月戊寅 1753年2月24日    | 乾隆十八年九月壬申 1753年10月16日    | 授四川总督                 | 陕甘总督，署理                                                                               | [ 5 ] [ 21 ] |
| 2                                  | 黃廷桂 | 汉军镶红旗 | 乾隆十八年九月壬申 1753年10月16日   | 乾隆二十年六月癸丑 1755年7月19日     | 改陕甘总督                 |                                                                                              | [ 5 ] [ 21 ] |
| 3                                  | 开泰   | 满洲正黄旗 | 乾隆二十年六月癸丑 1755年7月19日    | 乾隆二十四年七月乙亥 1759年9月18日   | 改川陕总督                 |                                                                                              | [ 5 ] [ 21 ] |
| 川陕总督（乾隆二十四年至二十五年） |        |            |                                     |                                      |                            |                                                                                              |              |
| 1                                  | 开泰   | 满洲正黄旗 | 乾隆二十四年七月乙亥 1759年9月18日  | 乾隆二十五年十二月丙戌 1761年1月21日 | 改四川总督                 |                                                                                              | [ 5 ] [ 21 ] |

### 四川总督 （成为定）
| 序次 | 姓名   | 籍贯/旗籍               | 上任时间                              | 卸任时间                              | 卸任原因           | 备注                                                                 | 来源                |
| 1    | 开泰   | 满洲正黄旗              | 乾隆二十五年十二月丙戌 1761年1月21日  | 乾隆二十八年六月戊戌 1763年7月22日    | 革职               |                                                                      | [ 5 ] [ 21 ]        |
| 2    | 鄂弼   | 满洲镶蓝旗              | 乾隆二十八年六月戊戌 1763年7月22日    | 乾隆二十八年六月壬寅 1763年7月26日    | 未赴任，去世       |                                                                      | [ 5 ] [ 21 ]        |
| 3    | 阿尔泰 | 满洲正黄旗              | 乾隆二十八年六月壬寅 1763年7月26日    | 乾隆二十九年三月壬戌 1764年4月11日    | 召回京城           |                                                                      | [ 5 ] [ 21 ]        |
| *    | 阿桂   | 满洲正蓝旗 后抬入正白旗 | 乾隆二十九年三月壬戌 1764年4月11日    | 乾隆二十九年六月戊申 1764年7月26日    | 卸署               | 工部尚书，署理                                                       | [ 5 ] [ 21 ]        |
| 3    | 阿尔泰 | 满洲正黄旗              | 乾隆二十九年六月戊申 1764年7月26日    | 乾隆三十五年十月壬午 1770年11月26日   | 召回京城           |                                                                      | [ 5 ] [ 21 ]        |
| *    | 德福   | 满洲镶白旗              | 乾隆三十五年十月壬午 1770年11月26日   | 乾隆三十六年正月己未 1771年3月3日     | 卸署，改署云贵总督 | 湖南巡抚，署理                                                       | [ 5 ] [ 21 ]        |
| 3    | 阿尔泰 | 满洲正黄旗              | 乾隆三十六年正月己未 1771年3月3日     | 乾隆三十六年五月壬戌 1771年7月4日     | 召回京城           |                                                                      | [ 5 ] [ 21 ]        |
| 4    | 德福   | 满洲镶白旗              | 乾隆三十六年五月壬戌 1771年7月4日     | 乾隆三十六年八月丁酉 1771年10月7日    | 召回京城           |                                                                      | [ 5 ] [ 21 ]        |
| 5    | 文绶   | 满洲镶白旗              | 乾隆三十六年九月丁卯 1771年11月6日    | 乾隆三十六年十月甲午 1771年12月3日    | 改陕甘总督         | 首次出任                                                             | [ 5 ] [ 21 ]        |
| 6    | 桂林   | 满洲镶蓝旗              | 乾隆三十六年十一月丙辰 1771年12月25日 | 乾隆三十七年五月丙午 1772年6月12日    | 革职               |                                                                      | [ 5 ] [ 21 ]        |
| *    | 阿尔泰 | 满洲正黄旗              | 乾隆三十七年五月丙午 1772年6月12日    | 乾隆三十七年六月甲申 1772年7月20日    | 改署湖广总督       | 桂林被革职后署理                                                     | [ 5 ] [ 21 ]        |
| 7    | 文绶   | 满洲镶白旗              | 乾隆三十七年六月甲申 1772年7月20日    | 乾隆三十七年十二月丁亥 1773年1月19日  | 革职               | 二次出任                                                             | [ 5 ] [ 21 ]        |
| 8    | 刘秉恬 | 山西洪洞县              | 乾隆三十七年十二月丁亥 1773年1月19日  | 乾隆三十八年六月甲寅 1773年8月14日    | 革职               |                                                                      | [ 5 ] [ 21 ]        |
| 9    | 富勒渾 | 蒙古镶白旗              | 乾隆三十八年六月甲寅 1773年8月14日    | 乾隆四十一年二月己酉 1776年3月26日    | 改湖广总督         |                                                                      | [ 5 ] [ 21 ]        |
| 10   | 文绶   | 满洲镶白旗              | 乾隆四十一年二月己酉 1776年3月26日    | 乾隆四十六年八月壬午 1781年9月29日    | 革职               | 三次出任                                                             | [ 5 ] [ 21 ]        |
| 11   | 福康安 | 满洲镶黄旗              | 乾隆四十六年八月壬午 1781年9月29日    | 乾隆四十八年四月辛巳 1783年5月21日    | 改署工部尚书       | 首次出任                                                             | [ 5 ] [ 21 ]        |
| 12   | 李世杰 | 贵州黔西州              | 乾隆四十八年四月辛巳 1783年5月21日    | 乾隆五十一年三月丙辰 1786年4月10日    | 改两江总督         | 首次出任                                                             | [ 5 ] [ 21 ]        |
| 13   | 保宁   | 蒙古正白旗              | 乾隆五十一年三月丙辰 1786年4月10日    | 乾隆五十二年十一月乙酉 1787年12月30日 | 改伊犁将军         |                                                                      | [ 5 ] [ 21 ]        |
| 14   | 李世杰 | 贵州黔西州              | 乾隆五十二年十一月乙酉 1787年12月30日 | 乾隆五十四年十一月癸巳 1789年12月27日 | 病免               | 二次出任                                                             | [ 5 ] [ 21 ]        |
| *    | 孫士毅 | 浙江仁和县              | 乾隆五十四年十一月癸巳 1789年12月27日 | 乾隆五十五年四月癸酉 1790年6月5日     | 授四川总督         | 兵部尚书，首次署理                                                   | [ 5 ] [ 21 ]        |
| 15   | 孫士毅 | 浙江仁和县              | 乾隆五十五年四月癸酉 1790年6月5日     | 乾隆五十五年六月壬子 1790年7月14日    | 改两江总督         | 兼署成都将军、四川提督                                               | [ 5 ] [ 21 ]        |
| *    | 保宁   | 蒙古正白旗              | 乾隆五十五年六月壬子 1790年7月14日    | 乾隆五十五年十月甲子 1790年11月23日   | 卸署               |                                                                      | [ 5 ] [ 21 ]        |
| 16   | 鄂輝   | 满洲正白旗              | 乾隆五十五年十月甲子 1790年11月23日   | 乾隆五十六年十一月辛巳 1791年12月5日  | 革职               |                                                                      | [ 5 ] [ 21 ]        |
| 17   | 惠龄   | 蒙古正白旗              | 乾隆五十六年十一月辛巳 1791年12月5日  | 乾隆五十八年八月辛未 1793年9月15日    | 改山东巡抚         |                                                                      | [ 5 ] [ 21 ]        |
| 18   | 福康安 | 满洲镶黄旗              | 乾隆五十八年八月辛未 1793年9月15日    | 乾隆五十九年七月甲辰 1794年8月14日    | 改云贵总督         | 二次出任                                                             | [ 5 ] [ 21 ]        |
| 19   | 和琳   | 满洲正红旗              | 乾隆五十九年七月甲辰 1794年8月14日    | 乾隆六十年三月乙卯 1795年4月22日      | 督办军务           |                                                                      | [ 5 ] [ 21 ]        |
| *    | 孫士毅 | 浙江仁和县              | 乾隆六十年三月乙卯 1795年4月22日      | 嘉庆元年六月癸卯 1796年8月2日         | 病免，不久去世     | 二次署理                                                             | [ 5 ] [ 21 ]        |
| *    | 福宁   | 满洲镶蓝旗              | 嘉庆元年六月癸卯 1796年8月2日         | 嘉庆二年五月乙丑 1797年6月20日        | 革职               | 两江总督，署理                                                       | [ 5 ] [ 22 ] [ 23 ] |
| *    | 宜绵   | 满洲正白旗              | 嘉庆二年五月乙丑 1797年6月20日        | 嘉庆三年正月甲申 1798年3月6日         | 回任陕甘总督       | 陕甘总督，兼办                                                       | [ 5 ] [ 22 ] [ 23 ] |
| 20   | 勒保   | 满洲镶红旗              | 嘉庆三年正月甲申 1798年3月6日         | 嘉庆四年八月癸卯 1799年9月16日        | 革职逮捕           | 首次出任                                                             | [ 5 ] [ 22 ] [ 23 ] |
| *    | 魁倫   | 满洲正黄旗              | 嘉庆四年八月癸卯 1799年9月16日        | 嘉庆五年三月辛巳 1800年4月22日        | 革职逮捕           | 署吏部尚书，署理                                                     | [ 5 ] [ 22 ] [ 23 ] |
| *    | 勒保   | 满洲镶红旗              | 嘉庆五年三月辛巳 1800年4月22日        | 嘉庆五年七月辛丑 1800年9月9日         | 实授四川总督       | 暂署                                                                 | [ 5 ] [ 22 ] [ 23 ] |
| 21   | 勒保   | 满洲镶红旗              | 嘉庆五年七月辛丑 1800年9月9日         | 嘉庆十五年二月丙申 1810年3月16日      | 召回京城           | 二次出任。十一年十一月癸丑（1806年12月19日）出征，成都将军特清額署理 | [ 5 ] [ 22 ] [ 23 ] |
| 22   | 常明   | 满洲镶红旗              | 嘉庆十五年二月丙申 1810年3月16日      | 嘉庆二十二年九月癸丑 1817年10月22日   | 去世               |                                                                      | [ 5 ] [ 22 ] [ 23 ] |
| 23   | 蔣攸銛 | 汉军镶红旗              | 嘉庆二十二年九月癸丑 1817年10月22日   | 道光二年九月庚辰 1822年10月23日       | 改署刑部尚书       |                                                                      | [ 5 ] [ 22 ] [ 23 ] |
| 24   | 陳若霖 | 福建闽县                | 道光二年九月庚辰 1822年10月23日       | 道光三年十二月辛酉 1824年1月27日      | 改工部尚书         |                                                                      | [ 5 ] [ 22 ] [ 23 ] |
| *    | 戴三錫 | 直隶順天府              | 道光三年十二月辛酉 1824年1月27日      | 道光五年正月甲午 1825年2月23日        | 实授四川总督       | 四川布政使，署理                                                     | [ 5 ] [ 22 ] [ 23 ] |
| 25   | 戴三錫 | 直隶順天府              | 道光三年十二月辛酉 1824年1月27日      | 道光九年四月癸酉 1829年5月12日        | 召回京城           |                                                                      | [ 5 ] [ 22 ] [ 23 ] |
| 26   | 琦善   | 满洲正黄旗              | 道光九年四月癸酉 1829年5月12日        | 道光十一年二月乙未 1831年3月25日      | 改直隶总督         | 首次出任                                                             | [ 5 ] [ 22 ] [ 23 ] |
| 27   | 鄂山   | 满洲正蓝旗              | 道光十一年二月乙未 1831年3月25日      | 道光十八年闰四月己丑 1838年6月10日    | 改刑部尚书         | 未到任前，由成都将军那彦宝署理                                       | [ 5 ] [ 22 ] [ 23 ] |
| 28   | 宝兴   | 满洲镶黄旗              | 道光十八年闰四月己丑 1838年6月10日    | 道光十八年七月戊申 1838年8月28日      | 改刑部尚书         | 首次出任                                                             | [ 5 ] [ 22 ] [ 23 ] |
| *    | 苏廷玉 | 福建同安縣              | 道光十八年七月戊申 1838年8月28日      | 道光十八年十一月壬子 1838年12月30日   | 降职               | 四川布政使，署理                                                     | [ 5 ] [ 22 ] [ 23 ] |
| 29   | 宝兴   | 满洲镶黄旗              | 道光十八年十一月壬子 1838年12月30日   | 道光二十六年十二月庚午 1846年2月4日   | 召回京城           | 二次出任                                                             | [ 5 ] [ 22 ] [ 23 ] |
| 30   | 琦善   | 满洲正黄旗              | 道光二十六年十二月庚午 1846年2月4日   | 道光二十九年九月甲辰 1849年10月25日   | 改署陕甘总督       | 二次出任                                                             | [ 5 ] [ 22 ] [ 23 ] |
| *    | 裕誠   | 满洲镶黄旗              | 道光二十九年九月甲辰 1849年10月25日   | 道光二十九年九月己未 1849年11月9日    | 卸署               | 成都将军，兼署                                                       | [ 5 ] [ 22 ] [ 23 ] |
| 31   | 徐澤醇 | 汉军正蓝旗              | 道光二十九年九月己未 1849年11月9日    | 咸丰二年七月壬申 1852年9月7日         | 召回京城           |                                                                      | [ 5 ] [ 24 ] [ 23 ] |
| *    | 裕誠   | 满洲镶黄旗              | 咸丰二年七月壬申 1852年9月7日         | 咸丰二年十二月辛巳 1853年1月14日      | 卸署               | 成都将军，再次兼署                                                   | [ 5 ] [ 24 ] [ 23 ] |
| 32   | 慧成   | 满洲镶黄旗              | 咸丰二年十二月辛巳 1853年1月14日      | 咸丰三年八月己卯 1853年9月9日         | 改闽浙总督         | 实际未赴任                                                           | [ 5 ] [ 24 ] [ 23 ] |
| 33   | 裕誠   | 满洲镶黄旗              | 咸丰三年八月己卯 1853年9月9日         | 咸丰四年九月丁亥 1854年11月11日       | 革职               |                                                                      | [ 5 ] [ 24 ] [ 23 ] |
| 34   | 黃宗漢 | 福建晉江縣              | 咸丰四年九月丁亥 1854年11月11日       | 咸丰六年八月戊子 1856年9月2日         | 召回京城           | 首次出任，未到任前，成都将军乐斌兼署                                 | [ 5 ] [ 24 ] [ 23 ] |
| 35   | 吳振棫 | 浙江钱塘县              | 咸丰六年八月戊子 1856年9月2日         | 咸丰七年六月乙亥 1857年8月15日        | 改云贵总督         | 未到任前，成都将军乐斌兼署                                           | [ 5 ] [ 24 ] [ 23 ] |
| 36   | 王慶雲 | 福建闽县                | 咸丰七年六月乙亥 1857年8月15日        | 咸丰九年四月壬寅 1859年5月4日         | 改两广总督         | 未到任前，成都将军有鳳兼署                                           | [ 5 ] [ 24 ] [ 23 ] |
| 37   | 黃宗漢 | 福建晉江縣              | 咸丰九年四月壬寅 1859年5月4日         | 咸丰九年十一月丙戌 1859年12月14日     | 召回京城           | 再次出任，但实际未到任，成都将军有鳳兼署                             | [ 5 ] [ 24 ] [ 23 ] |
| *    | 曾望顏 | 广东香山縣              | 咸丰九年十一月丙戌 1859年12月14日     | 咸丰十年七月乙未 1860年8月19日        | 革职               | 陕西巡抚，署理                                                       | [ 5 ] [ 24 ] [ 23 ] |
| *    | 东纯   | 满洲正蓝旗              | 咸丰十年七月乙未 1860年8月19日        | 咸丰十年七月丁未 1860年8月31日        | 去世               | 成都将军，兼署                                                       | [ 5 ] [ 24 ] [ 23 ] |
| *    | 崇實   | 满洲镶黄旗              | 咸丰十年七月丁未 1860年8月31日        | 咸丰十一年七月丙午 1861年8月25日      | 改成都将军         | 驻藏大臣，署理                                                       | [ 5 ] [ 24 ] [ 23 ] |
| 38   | 骆秉章 | 广东花县                | 咸丰十一年七月丙午 1861年8月25日      | 同治六年十二月丁酉 1868年1月12日      | 去世               | 同治四年八月（1865年10月）起病假八个月，由崇實暂署                   | [ 5 ] [ 24 ] [ 23 ] |
| 39   | 吴棠   | 安徽盱眙县              | 同治六年十二月丁酉 1868年1月12日      | 光绪元年十二月壬午 1876年1月15日      | 病免               |                                                                      | [ 5 ] [ 24 ] [ 23 ] |
| 40   | 李瀚章 | 安徽合肥县              | 光绪元年十二月壬午 1876年1月15日      | 光绪二年九月戊辰 1876年10月27日       | 改湖广总督         |                                                                      | [ 5 ] [ 24 ] [ 23 ] |
| 41   | 丁宝桢 | 贵州平远州              | 光绪二年九月戊辰 1876年10月27日       | 光绪五年六月甲子 1879年8月9日         | 革职               | 革职后赏四品顶戴，仍署四川总督                                       | [ 5 ] [ 24 ] [ 23 ] |
| *    | 丁宝桢 | 贵州平远州              | 光绪二年九月戊辰 1876年10月27日       | 光绪七年四月己酉 1881年5月15日        | 重授四川总督       |                                                                      | [ 5 ] [ 24 ] [ 23 ] |
| 42   | 丁宝桢 | 贵州平远州              | 光绪七年四月己酉 1881年5月15日        | 光绪十二年五月丁酉 1886年6月6日       | 去世               |                                                                      | [ 5 ] [ 24 ] [ 23 ] |
| 43   | 刘秉璋 | 安徽庐江县              | 光绪十二年五月丁酉 1886年6月6日       | 光绪二十年十月乙丑 1894年11月19日     | 召回京城           |                                                                      | [ 5 ] [ 24 ] [ 23 ] |
| 44   | 谭钟麟 | 湖南茶陵县              | 光绪二十年十月乙丑 1894年11月19日     | 光绪二十一年三月癸巳 1895年4月16日    | 改两广总督         |                                                                      | [ 5 ] [ 24 ] [ 23 ] |
| 45   | 鹿傳霖 | 直隶定兴县              | 光绪二十一年三月癸巳 1895年4月16日    | 光绪二十三年九月戊子 1897年9月27日    | 召回京城           |                                                                      | [ 5 ] [ 24 ] [ 23 ] |
| 46   | 李秉衡 | 奉天海城县              | 光绪二十三年九月戊子 1897年9月27日    | 光绪二十三年十一月癸卯 1897年12月11日 | 革职               | 实际未到任，由成都将军恭寿兼署                                       | [ 5 ] [ 24 ] [ 23 ] |
| 47   | 裕禄   | 满洲正白旗              | 光绪二十三年十一月癸卯 1897年12月11日 | 光绪二十四年五月乙亥 1898年7月11日    | 改军机大臣         | 实际未到任，先后由成都将军恭寿兼署、四川按察使文光暂护               | [ 5 ] [ 24 ] [ 23 ] |
| 48   | 奎俊   | 满洲正白旗              | 光绪二十四年五月丙子 1898年7月12日    | 光绪二十八年七月己未 1902年8月4日     | 解任               |                                                                      | [ 5 ] [ 24 ] [ 23 ] |
| *    | 岑春煊 | 广西西林县              | 光绪二十八年七月己未 1902年8月4日     | 光绪二十九年三月丙子 1903年4月18日    | 改署两广总督       | 署理                                                                 | [ 5 ] [ 24 ] [ 23 ] |
| *    | 錫良   | 蒙古镶蓝旗              | 光绪二十九年三月丙子 1903年4月18日    | 光绪三十年十一月辛巳 1904年12月13日   | 实授四川总督       | 署理，未到任前由四川按察使陈璚暂护                                   | [ 5 ] [ 24 ] [ 23 ] |
| 49   | 錫良   | 蒙古镶蓝旗              | 光绪三十年十一月辛巳 1904年12月13日   | 光绪三十三年正月辛亥 1907年3月3日     | 改云贵总督         |                                                                      | [ 5 ] [ 24 ] [ 23 ] |
| 50   | 岑春煊 | 广西西林县              | 光绪三十三年正月辛亥 1907年3月3日     | 光绪三十三年三月壬子 1907年5月3日     | 改邮传部尚书       | 实际未到任，由川滇边务大臣赵尔丰兼护                                 | [ 5 ] [ 24 ] [ 23 ] |
| 51   | 趙爾巽 | 汉军正蓝旗              | 光绪三十三年三月壬子 1907年5月3日     | 光绪三十三年七月丁巳 1907年9月5日     | 改湖广总督         | 实际未到任，由川滇边务大臣赵尔丰兼护                                 | [ 5 ] [ 24 ] [ 23 ] |
| 52   | 陈夔龙 | 贵州貴陽府              | 光绪三十三年七月丁巳 1907年9月5日     | 光绪三十四年二月庚申 1908年3月6日     | 改湖广总督         |                                                                      | [ 5 ] [ 24 ] [ 23 ] |
| 53   | 趙爾巽 | 汉军正蓝旗              | 光绪三十四年二月庚申 1908年3月6日     | 宣统三年三月庚申 1911年4月20日        | 改东三省总督       | 宣统二年十二月壬午（1911年1月12日）回京，由四川布政使王人文暂护      | [ 5 ] [ 24 ] [ 23 ] |
| *    | 赵尔丰 | 汉军正蓝旗              | 宣统三年三月庚申 1911年4月20日        | 宣统三年八月戊午 1911年10月15日       | 因保路运动被免     | 川滇边务大臣，实际署理至1911年11月27日四川宣布独立，不久兵变被杀     | [ 5 ] [ 24 ] [ 23 ] |
| 54   | 岑春煊 | 广西西林县              | 宣统三年八月戊午 1911年10月15日       | 宣统三年九月庚辰 1911年11月6日        | 未赴任             | 实际未到任                                                           | [ 5 ] [ 24 ] [ 23 ] |
| *    | 端方   | 满洲正白旗              | 宣统三年九月庚辰 1911年11月6日        | 宣统三年十一月壬午 1912年1月7日       | 被杀               | 督办川粤汉铁路大臣署理，实际未到任，带军入川途中，兵变被杀           | [ 5 ] [ 24 ] [ 23 ] |